# کتاب‌شناسی احمد شاملو
این مقاله فهرستی است از نوشته‌های احمد شاملو، شاعر ایرانی.

## کتاب‌ها
تمام مطالب این بخش با توجه به اطلاعات ارائه شده در کتاب‌شناسی احمد شاملو تهیه شده‌است. این کتاب‌شناسی در منابع مختلف از جمله احمد شاملو شاعر شبانه‌ها و عاشقانه‌ها∗، شناخت‌نامهٔ∗، در بارهٔ هنر و ادبیات ∗ منتشر شده‌است. هر جا از منبع دیگری استفاده شده باشد در پانویس ذکر شده‌است.

### دفترهای شعر
برای نوشتن این بخش علاوه بر منابع یاد شده در بخش کتاب‌شناسی، از احمد شاملو مجموعهٔ آثار دفترِ یکم:شعرها∗ نیز استفاده شده‌است. تاریخ‌ها به‌جز مورد اول مربوط به زمان سرودن شعرهای موجود در دفتر شعر مربوطه‌است. مورد اول سال انتشار است.
- ۱۳۲۹–۱۳۲۳ آهن‌ها و احساس، در چاپ‌خانهٔ یمنی تهران توسط فرمانداری نظامی ضبط و سوزانده شد.
- ۱۳۳۰–۱۳۲۹ قطعنامه، چاپ اول با مقدمه فریدون رهنما و به هزینهٔ او:۱۳۳۰.
- ۱۳۳۰ آهنگ‌های فراموش‌شده، توسط ابراهیم دیلمقانیان منتشر شد.
- ۱۳۳۰ بیست و سه (۲۳)، چاپ مستقل ۱۳۳۰، چاپ‌های سانسور شدهٔ دیگر ضمیمهٔ مرثیه‌های خاک.
- ۱۳۳۵–۱۳۲۶ هوای تازه
- ۱۳۳۸–۱۳۳۶ باغ آینه
- ۱۳۴۱–۱۳۳۹ لحظه‌ها و همیشه
- ۱۳۴۳–۱۳۴۱ آیدا در آینه
- ۱۳۴۴–۱۳۴۳ آیدا، درخت و خنجر و خاطره
- ۱۳۴۵–۱۳۴۴ ققنوس در باران
- ۱۳۴۸–۱۳۴۵ مرثیه‌های خاک
- ۱۳۴۹–۱۳۴۸شکفتن در مه
- ۱۳۵۲–۱۳۴۸ ابراهیم در آتش
- ۱۳۵۶–۱۳۵۵ دشنه در دیس
- ۱۳۵۹–۱۳۵۶ ترانه‌های کوچک غربت
- ۱۳۶۹ مدایح بی‌صله
- ۱۳۷۶–۱۳۶۴ در آستانه
- ۱۳۷۸–۱۳۵۱ حدیث بی‌قراری ماهان

### شعر (ترجمه)
- غزل غزل‌های سلیمان ۱۳۴۷
- هم‌چون کوچه‌ای بی‌انتها ۱۳۵۲
- هایکو، شعر ژاپنی با ع. پاشایی، ۱۳۶۱
- سیاه همچون اعماقِ آفریقای خودم، (کتاب و نوار صوتی) ترجمه و اجرای اشعاری از لنگستون هیوز، نشر ابتکار ۱۳۶۲، ترجمه چند شعر دیگر از هیوز در ۱۳۷۰ با حسن فَیّاد
- ترانه‌های میهن تلخ، اشعار یانیس ریتسوس، (کتاب و نوار صوتی)، موسیقی میکیس تئودوراکیس، نشر ابتکار ۱۳۶۰
- ترانهٔ شرقی و اشعار دیگر، اشعار فدریکو گارسیا لورکا، (کتاب و نوار صوتی)، موسیقی گیتار آتا هوآلپا یوپانکویی. نشر ابتکار ۱۳۵۹
- سکوت سرشار از ناگفته‌هاست، (کتاب و نوار صوتی) ترجمهٔ آزاد و اجرای اشعاری از مارگوت بیکل، مشترک با محمد زرین‌بال موسیقی بابک بیات، نشر ابتکار ۱۳۶۵
- چیدن سپیده دم، (کتاب و نوار صوتی) ترجمهٔ آزاد و اجرای اشعاری از مارگوت بیکل، مشترک با محمد زرین‌بال موسیقی بابک بیات، نشر ابتکار ۱۳۶۵

### داستان و رمان و فیلم‌نامه
- داستان زنِ پشتِ درِ مفرغی ۱۳۲۹
- زیر خیمهٔ گر گرفته شب ۱۳۴۴
- درها و دیوار بزرگ چین ۱۳۵۲
- میراث ۱۳۶۵
- روزنامهٔ سفر میمنت اثر ایالات متفرقهٔ امریق (اوکلند کالیفرنیا)، انتشارات مازیار ۱۳۹۳.
- اول هیکل
- دختر کوهستان
- بن‌بست
- داغ ننگ
- همه سر حریف
- فرار از حقیقت
- بی عشق هرگز

### رمان و داستان (ترجمه)
- نایب اول اثر رنه بارژاول، ۱۳۳۰.
- پسران مردی که قلبش از سنگ بود اثر موریوکایی ۱۳۳۰.
- لئون مورنِ کشیش اثر بئاتریس بک، ۱۳۳۴.
- برزخ اثر ژان روورزی ۱۳۳۴.
- زنگار (خزه) اثر هربرت لوپوریه ۱۳۳۴.
- پابرهنه‌ها اثر زاهاریا استانکو ترجمه ناقصی با عطا بقایی ۱۳۳۷، ترجمه کامل ۱۳۵۰.
- افسانه‌های هفتاد و دو ملت در دو جلد، ۱۳۳۷.
- ۸۱۴۹۰ اثر آلبر شمبون ۱۳۴۴.
- قصه‌های بابام اثر ارسکین کالدول. ۱۳۴۶.
- دماغ، سه قصه و یک نمایش‌نامه اثر ریونوسوکه آکوتاگوا، ۱۳۵۱.
- افسانه‌های کوچک چینی ۱۳۵۱.
- دست به دست نوشتهٔ ویکتور آلبا، ۱۳۵۱.
- زهرخند، ۱۳۵۱.
- لبخند تلخ، ۱۳۵۱.
- سربازی از دوران سپری شده ۱۳۵۲.
- مرگ کسب و کار من است اثر روبر مرل ۱۳۵۲.
- عیسایی دیگر، یهودایی دیگر، بازنویسی رمان قدرت و افتخار اثر گراهام گرین، در ۱۳۵۶ ترجمه شد اما تاکنون (۱۳۸۵) چاپ نشده‌است.
- شازده کوچولو نوشتهٔ آنتوان دو سنت‌اگزوپری. نخست در ۱۳۵۸ با نام مسافر کوچولو در کتاب جمعه منتشر شد و بار دیگر در ۱۳۶۳ به ضمیمهٔ نوار صوتی با موسیقی گوستاو مالر توسط نشر ابتکار انتشار یافت.
- بگذار سخن بگویم اثر مشترک دومیتیلا چونگارا و موئما ویئزر، با ع. پاشایی، ۱۳۵۹.
- دن آرام اثر میخائیل شولوخف، ۱۳۸۲.

### نمایش‌نامه (ترجمه)
- مفتخورها اثر گرگهٔ چی‌کی. با انگلا بارانی، ۱۳۳۲
- درخت سیزدهم اثر آندره ژید ۱۳۴۰
- سی‌زیف و مرگ اثر روبر مرل با فریدون ایل‌بیگی ۱۳۴۲
- نصف شب است دیگر دکتر شوایتزر، اثر ژیلبر سسبرون. ۱۳۶۱
- خانهٔ برناردا آلبا، عروسی خون (با بازبینی مجدد) بار اول در ۱۳۴۷، یرما سه نمایشنامه از فدریکو گارسیا لورکا ۱۳۷۹

### متن‌های کهن فارسی
- حافظ شیراز، ۱۳۵۴تصحیح دیوان حافظ، مقدمهٔ این کتاب پس از انقلاب اجازه چاپ پیدا نکرد و تمام چاپ‌های بعد از چاپ سوم (۱۳۶۰) بدون مقدمه منتشر شده‌است.
- افسانه‌های هفت گنبد، نظامی‌گنجوی ۱۳۳۶
- ترانه‌ها (رباعیات ابوسعید ابوالخیر، عمر خیام و بابا طاهر) ۱۳۳۶

### شعر و قصه برای کودکان
- قصهٔ خروس زری پیرهن پری و یل و اژدها بر اساس قصه‌های لئو تولستوی با نقاشی‌های فرشید مثقالی به صورت کتاب و نوار صوتی برای کودکان.
- قصهٔ هفت کلاغون، با نقاشی‌های ضیاالدین جاوید، ۱۳۴۷.
- پریا با نقاشی ژاله پورهنگ ۱۳۴۷، به صورت نوار صوتی با صدای شاعر به نام قاصدک ۱۳۵۸.
- ملکهٔ سایه‌ها (بر اساس قصه‌ای ارمنی) با نقاشی ضیاالدین جاوید ۱۳۴۸.
- چی شد که دوستم داشتن؟ اثر ساموئل مارشاک با نقاشی ضیاالدین جاوید ۱۳۴۸.
- دخترای ننه دریا با نقاشی ضیاالدین جاوید ۱۳۵۷.
- دروازه بخت با نقاشی ابراهیم حقیقی ۱۳۵۷.
- بارون با نقاشی ابراهیم حقیقی ۱۳۵۷.
- یل و اژدها بر اساس قصه‌ای از آنگل کرالی یی‌چف، با نقاشی اصغر قره‌باغی به ضمیمه نوار صوتی ۱۳۶۰.
- قصهٔ مردی که لب نداشت ۱۳۷۸.

### سردبیری نشریه‌ها
- هفته‌نامهٔ سخن‌نو (پنج شماره) ۱۳۲۷
- هفته‌نامهٔ روزنه (هفت شماره) ۱۳۲۹
- سردبیر چپ (در مقابل سردبیر راست) مجلهٔ خواندنی‌ها ۱۳۳۰
- هفته‌نامهٔ آتشبار، به مدیریت ابوالقاسم انجوی شیرازی ۱۳۳۱
- مجلهٔ آشنا ۱۳۳۶
- اطلاعات ماهانه، دورهٔ یازدهم ۱۳۳۷
- مجلهٔ فردوسی ۱۳۳۹
- کتاب هفته (۲۴ شمارهٔ اول) ۱۳۴۰
- هفته‌نامهٔ ادبی و هنری بارو، که بعد از سه شماره با اولتیماتوم وزیر اطلاعاتِ وقت تعطیل می‌شود. ۱۳۴۵
- قسمت ادبی و فرهنگی هفته‌نامهٔ خوشه، ۱۳۴۶(در سال ۱۳۴۸ با اخطار رسمی ساواک تعطیل شد)
- همکاری با روزنامه‌های کیهان فرهنگی و آیندگان ۱۳۵۱
- انتشار ۱۲ شماره هفته‌نامهٔ ایرانشهر در لندن (شهریور ۵۷). دی‌ماه ۵۷ استعفاء می‌دهد. (به علت اختلاف‌هایی با مدیر هفته‌نامه).
- سردبیر هفنه‌نامهٔ کتاب جمعه (بعد از ۳۶ شماره به اجبار تعطیل می‌شود).

### کتاب کوچه
مجموعهٔ کتاب کوچه واژه‌نامه‌ای است از ضرب‌المثل‌ها، تکیه‌کلام‌ها، خرافه‌ها و اصطلاحات زبان عامیانهٔ مردم ایران. از سال ۱۳۶۰ به بعد با همکاری آیدا شاملو تدوین شد و پس از درگذشت شاملو کار بر روی این کتاب توسط آیدا ادامه دارد. چاپ مجلدات این مجموعه هنوز به پایان نرسیده‌است.∗

### مکتوبات دیگر
- ۱۳۵۷ از مهتابی به کوچه مثلِ خون در رگ‌های منه (مجموعهٔ مقالات).
- محمدعلی، محمد (۱۳۷۲)، «گفتگو با احمد شاملو»، گفتگو با احمدشاملو، محمود دولت‌آبادی، مهدی اخوان ثالث، تهران: نشر نقره، ص. ۸۰–۹
- ۱۳۶۹ نگرانی‌های من
- در بارهٔ هنر و ادبیات دیگاه‌های تازه، گفت‌وشنودی با احمد شاملو، به کوشش حریری، ناصر.، تهران: نشر آویشن و نشر گوهرزاد، ۱۳۷۲
- شب‌های شعر خوشه، به کوشش شاملو، احمد.، تهران: انتشارات گل‌پونه، ۱۳۷۷، شابک ۴۰۴۶۶۶۳۹۶۴ مقدار |شابک= را بررسی کنید: checksum (کمک)
- ۱۳۹۴ مثلِ خون در رگ‌های من (شاملِ بیست نامه احمدِ شاملو به همسرش آیدا سرکیسیان است که در سال‌های ۴۰ و ۵۰ خطاب به او نوشته‌است)[۱] نشر چشمه
- ۱۳۹۶ سندباد در سفر هشتم

## گفتگوها
- شاملو، احمد؛ زراعتی، ناصر؛ مهرابی، مسعود؛ گلمکانی، هوشنگ (شهریور ۱۳۶۷). «کار سینمایی من، «کارنامهٔ بردگی» بود». فیلم (۶۸): ۲۶-۳۴ و ۵۱.
- گفت‌وگو با شاعران معاصر ایران

## ترجمه آثار به زبان‌های دیگر

تصویر روی جلد سرودهای در عشق و امید، فرانسه

- ۱۳۵۸ ترجمه فرانسه کاشفان فروتن شوکران ترجمه احمد کامیابی مسک، چاپ انجمن فرهنگی ایران و فرانسه، تهران.
- ۱۳۶۴ ترجمه فرانسه «هفت شعر» با معرفی شاملو، ترجمه احمد کامیابی مسک، مجله کاراکتر شماره ۳۳–۳۱، پاریس.
- ۱۳۶۶ ترجمهٔ ژاپنی ابراهیم در آتش به ترجمهٔ شوکو یاناگا در مجلهٔ (توکیو، مؤسسهٔ مطالعهٔ زبان‌ها و فرهنگ‌های آسیا وILCAA آفریقا).
- ۱۳۷۱ منتخبی از ۴۲ شعر به زبان ارمنی با نام من دردِ مشترکم در ایروان با ترجمهٔ نُروان. ناشر: کانون فیلم ارمنستان.
- ۱۳۷۱ منتخبی از ۱۹ شعر به زبان سوئدی و فارسی با نام عشق عمومیAllom Fattande Karlik در استکهلم سوئد به ترجمهٔ آذر محلوجیان. Azar Mahloujian ناشرانتشارات آرش.
- ۱۳۷۱ منتخبی از ۱۹ شعر به زبان فرانسه و فارسی با نام سرودهای در عشق و امید Hymnes d'amour et d'espoir فرانسه به ترجمهٔ پرویز خضرایی: Ahmad Shamlou, Version Française, Parviz Khazrai ناشر .Orphée, La Différence
- ۱۳۷۱ منتخبی از ۶ شعر به زبان اسپانیایی با نام (Aurora) بامداد در مادرید، به ترجمهٔ کلارا خانِس Clara Janes شاعر اسپانیایی.
- ۱۳۷۷ منتخبی از ۲۸ شعر به سوئدی: Baran Forlag Stockjolm, Dikter om Natten (شعرهای شبانه) ترجمهٔ سعید مقدم و جان کرلسون Orers: Janne Carlsson & Said Moghadam
- ۱۳۷۸ منتخبی از ۳۲ شعر شاملو به سوئدی borlom karleken در ۸۵ صفحه Baran Forlag Stockholm 1999 i tolking av: Janne Carlsson & Said Moghadam
- ۱۳۷۸ منتخبی از ۲۷ شعر به سوئدی ترجمهٔ آذر محلوجیان OM jag vore vatten Azar Mahloujian
- ۱۳۷۹ منتخبی از اشعار به ترجمه فرانسوی احمد کامیابی مسک: Choix de poèmes, Ahmad Châmlou, tr. Ahmad Kamyabi Mask. Paris: A. Kamyabi Mask, 2000. ISBN 978-2-910337-07-0
- ۱۳۷۹ منتخبی از اشعار Nima Yushij , Sohrab Sepehri , Ahmad Shamlu به زبان اسپانیایی
- Tres poetas persas contemporáneos ناشر Icaria Poesía Traducción de Clara Janes , Sahan y Ahmad Taheri. 2000edición, abril